# Sonic Brew
Sonic Brew – jest to pierwszy album heavymetalowej grupy Black Label Society, wydany 4 maja 1999 roku.

## Lista utworów
1. Bored To Tears - 4:29
2. The Rose Petalled Garden - 4:56
3. Hey You (Batch of Lies) - 3:53
4. Born To Lose - 4:23
5. Peddlers Of Death - 4:34
6. Mother Mary - 4:27
7. Beneath The Tree - 4:38
8. Low Down - 5:05
9. T.A.Z - 1:56
10. Lost My Better Half - 4:25
11. Black Pearl - 3:28
12. World Of Trouble - 5:21
13. Spoke In The Wheel - 4:14
14. The Beginning... At Last - 4:27
15. No More Tears - 6:58

## Skład
- Zakk Wylde - wokal, gitara, gitara basowa
- Phil Ondich - perkusja
- Mike Inez - gitara basowa (utwór 15)